# Funicular de La Santa Cova
El Funicular de la Santa Cova es uno de los funiculares de Montserrat junto con el cremallera de Montserrat y el funicular de Sant Joan. El funicular de la Santa Cova fue inaugurado en 1929 y modernizado en 1963. En el año 2001 y tras los fuertes aguaceros del año 2000 que destruyeron el tren que estaba situado en la estación inferior, se instalaron dos nuevos trenes más modernos que el anterior, similares a los del funicular de Sant Joan, con techo panorámico. La función de este funicular es comunicar el monasterio con el camino de la Santa Cova, uno de los lugares de peregrinación de la montaña.

## Recorrido
| Funicular de La Santa Cova |  |  |               |
|                            |  |  | Montserrat    |
|                            |  |  | La Santa Cova |